# Parafia św. Jacka w Borze Zapilskim-Czarnej Wsi
Parafia św. Jacka w Borze Zapilskim-Czarnej Wsi – parafia rzymskokatolicka znajdująca się w archidiecezji częstochowskiej, dekanacie Blachownia. Erygowana w 1919 roku.

## Historia
Parafia w Borze Zapilskim-Czarnej Wsi została wydzielona 1 września 1919 roku z parafii w Truskolasach. Od razu przystąpiono do prac związanych z postawieniem kościoła. Budowę świątyni zakończono w 1921 roku. Konsekracja kościoła miała miejsce 1 października 1921 roku.
W latach 1943–1944 proboszczem parafii był ks. Romuald Kapkowski. W dniu 12 lipca 1944 r. został zamordowany przez Niemców na plebanii. Jego zwłoki zawleczono na cmentarz parafialny i wrzucono do dołu pod ogrodzeniem – obecnego Miejsca Pamięci. W zbiorowej mogile pochowano 28 osób: żołnierzy WP, partyzantów i mieszkańców okolicznych miejscowości.